# 10716 Olivermorton
10716 Olivermorton eller 1983 WQ är en asteroid i huvudbältet som upptäcktes den 29 november 1983 av den amerikanske astronomen Edward L.G. Bowell vid Anderson Mesa Station. Den är uppkallad efter Oliver Morton.
Asteroiden har en diameter på ungefär 15 kilometer.